# Hermann Reutter
Hermann Reutter (ur. 17 czerwca 1900 w Stuttgarcie, zm. 1 stycznia 1985 w Heidenheim an der Brenz) – niemiecki kompozytor. 

## Życiorys
W latach 1920–1923 studiował w Musikhochschule w Monachium u Franza Dorfmüllera (fortepian), Ludwiga Mayera (organy), Karla Erlera (śpiewa) i Waltera Courvoisiera (kompozycja). Po ukończeniu studiów rozpoczął działalność jako pianista, w latach 1930–1935 występował jako akompaniator śpiewaczki Sigrid Onégin. Od 1932 do 1936 roku wykładał kompozycję w Hochschule für Musik w Stuttgarcie. W latach 1936–1945 pełnił funkcję dyrektora konserwatorium Hocha we Frankfurcie nad Menem. Od 1952 roku ponownie był wykładowcą Hochschule für Musik w Stuttgarcie, między 1956 a 1966 rokiem pełnił też funkcję jej dyrektora. W latach 1966–1976 prowadził mistrzowską klasę śpiewu w Musikhochschule w Monachium.
Otrzymał Wielki Krzyż Zasługi (1959) i Wielki Krzyż Zasługi z Gwiazdą (1975) Orderu Zasługi Republiki Federalnej Niemiec.

## Twórczość
Po początkowych zainteresowaniach prądami modernistycznymi w latach 30. dokonał reorientacji swojej postawy artystycznej i zwrócił się w kierunku niemieckiego neoromantyzmu. Uprawiał głównie twórczość wokalną i operową. W późniejszym okresie dla celów dramaturgicznych zaczął czerpać z bardziej nowoczesnych środków wyrazu.
Był autorem antologii pieśni Das zeitgenösische Lied (4 tomy, wyd. Moguncja 1969).

## Wybrane kompozycje
(na podstawie materiałów źródłowych)

### Utwory orkiestrowe
- 4 koncert fortepianowe (I 1925, II 1928, III Sinfonische Fantasie 1938, IV 1944)
- Koncert skrzypcowy (1932)
- Concertino na fortepian i orkiestrę (1946)
- Koncert in Es na 2 fortepiany i orkiestrę (1949)
- Tanz-Variationen (1951)
- Konzertvariationen na fortepian i orkiestrę (1952)
- Prozession na wiolonczelę i orkiestrę (1956)
- Symfonia na smyczki (1960)
- Capriccio, Aria und Finale na fortepian i orkiestrę (1964)
- Figurinen (1972)
- Epitaph für Ophelia na skrzypce i orkiestrę kameralną (1979)

### Utwory kameralne
- Sonata skrzypcowa (1925)
- Rapsodia na skrzypce i fortepian (1938)
- 5 Caprichos sobre Cervantes na altówkę solo (1968)
- Sonata monotematica na wiolonczelę lub fagot i fortepian (1972)

### Utwory wokalno-instrumentalne
- Lyrisches Konzert na sopran, flet, fortepian, orkiestrę smyczkową i kotły (1948)
- Der himmlische Vagant na alt, baryton i zespół instrumentów (1951)
- Aus dem Hohenlied Salomonis na alt solo, altówkę, fortepian i orkiestrę (1962)
- Andalusiana na sopran i orkiestrę (1962)
- Prediger Salomono na głos, flet i fortepian lub organy (1973)

### Opery
- Saul (wyst. Baden-Baden 1928, wersja zrewid. wyst. Hamburg 1947)
- Der verlorene Sohn (wyst. Stuttgart 1929, wersja zrewid. pt. Die Rückkehr des verlorenen Sohnes wyst. Dortmund 1952)
- Doktor Johannes Faust (1934–1936, wyst. Frankfurt nad Menem 1936, wersja zrewid. wyst. Stuttgart 1955)
- Odysseus (1940–1942, wyst. Frankfurt nad Menem 1942)
- Der Weg nach Freundschaft: Ballade der Landstrasse (wyst. Getynga 1948)
- Don Juan und Faust (wyst. Stuttgart 1950)
- Die Witwe von Ephesus (1953, wyst. Kolonia 1954)
- Die Brücke von San Luis Rey (wyk. radio frankfurckie 1954)
- koncert sceniczny Der Tod des Empedokles (1965, wyst. Schwetzingen 1966)
- Hamlet (wyst. Stuttgart 1980)

### Balety
- Die Kirmes von Delft (1936, wyst. Baden-Baden 1937)
- Topsy (1950)
- Notturno Montmartre (1951, wyst. Stuttgart 1952)